# V1974 Cygni

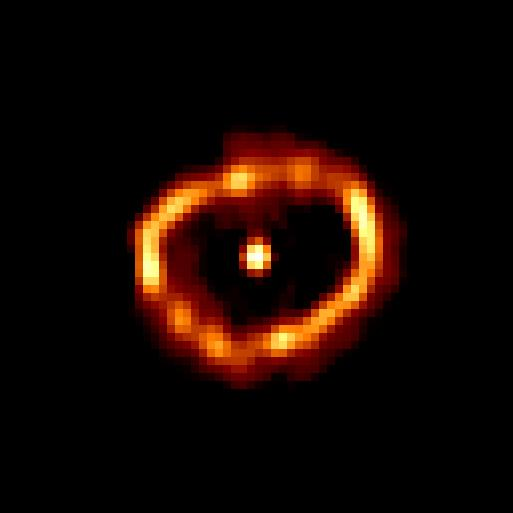
V1974 Cygni, fotografi NASA i januari 1994.

V1974 Cygni eller Nova Cygni 1992 var en relativt ljusstark nova i stjärnbilden Svanen.
Den 19 februari 1992 upptäckte den amerikanske astronomen Peter Collins novan, som vid upptäckten var av magnitud +7,2.  Två dagar senare nådde den sitt maximum, magnitud 4,4. 
Tack vare den tidiga upptäckten blev V1974 Cygni den första novan som observerades i alla våglängder av ljus. Den kan fortfarande ses som den bäst studerade novan av alla kategorier (Bode 2011).
V1974 Cygni klassificeras som neonnova, eller ONeMg. Väteförbränningen hos den vita dvärg-komponenten slutade två år efter utbrottet, 1994.